# Лубянка (Гомельская область)
Лубянка (бел. Лубянка) — деревня в Староградском сельсовете Кормянского района Гомельской области Белоруссии.

## География

### Расположение
В 10 км на запад от Кормы, в 45 км от железнодорожной станции Рогачёв (на линии Могилёв — Жлобин), в 100 км от Гомеля.

### Гидрография
На западе и севере мелиоративные каналы, соединённые с рекой Добрица (приток реки Сож).

## Транспортная сеть
Транспортные связи по просёлочной дороге, затем по шоссе Довск — Гомель. Планировка состоит из 2 частей: южной (две широтные короткие улицы, разделённые дорогой) и северной (короткая широтная криволинейная улица). Застройка редкая, двусторонняя, деревянная усадебного типа.

## История
Согласно письменным источникам известна с начала XIX века как деревня в Быховском уезде Могилёвской губернии. Согласно переписи 1897 года действовали хлебозапасный магазин, 2 ветряные мельницы. В 1909 году Лубянка (она же Хизовская Буда), 756 десятин земли, в Довской волости Рогачёвского уезда Могилёвской губернии.
В 1923 году открыта школа, которая разместилась в наёмном крестьянском доме. В 1930 году организован колхоз имени В. М. Молотова, работали ветряная мельница и кузница. Во время Великой Отечественной войны в боях около деревни погибли 12 советских солдат 121-й стрелковой дивизии 3-й армии Белорусского фронта (похоронены в братской могиле на северной окраине). Согласно переписи 1959 года в составе совхоза «Староградский» (центр — деревня Староград).

## Население

### Численность
- 2004 год — 25 хозяйств, 42 жителя.

### Динамика
- 1834 год — 47 дворов.
- 1897 год — 83 двора, 480 жителей (согласно переписи).
- 1909 год — 91 двор, 643 жителя.
- 1959 год — 370 жителей (согласно переписи).
- 2004 год — 25 хозяйств, 42 жителя.